# Шахтьорськ (порт)
49°09′ пн. ш. 142°03′ сх. д. / 49.15° пн. ш. 142.05° сх. д.
Шахтьорськ (рос. Шахтёрск) — російський морський порт, розташований на західному узбережжі острова Сахалін, на березі Татарської протоки Японського моря в затоці Гаврилова, між мисом Гаврилова та мисом Низинний. 
Населений пункт — місто Шахтьорськ Сахалінської області. 
Час навігації — з березня по грудень включно.
Порт має рейд та внутрішню гавань, 28 причалів загальною довжиною 2113 погонних метри 
, 
з яких один пасажирський, відстійний; два для вугілля, генеральних вантажів, лісових вантажів та один вугільний. Площа акваторії – 12,42 км².
Стівідорна компанія — ТОВ «Морський порт Шахтьорськ». 
Обладнання — 3 портальні крани, гусеничний кран, конвеєрна лінія, 2 автонавантажувачі, 2 бульдозери. 
Площа складів/ємність резервуарів: відкритих – 9 тис. м², критих - 430 м², резерв - 72 м². 
Порт містить термінали — морський термінал Бошняково, морський термінал Красногорськ, морський термінал Углегорськ.

## Вантажообіг
| Вантажообіг тис. т | Вантажообіг тис. т | Вантажообіг тис. т | Вантажообіг тис. т | Вантажообіг тис. т | Вантажообіг тис. т | Вантажообіг тис. т | Вантажообіг тис. т | Вантажообіг тис. т | Вантажообіг тис. т |           |
| 2003               | 2004               | 2005               | 2006               | 2007               | 2008               | 2009               | 2010               | 2011               | 2015               | 2020      |
| ------------------ | ------------------ | ------------------ | ------------------ | ------------------ | ------------------ | ------------------ | ------------------ | ------------------ | ------------------ | --------- |
| 713,7              | ▼537,2             | ▲705,7             | ▼527,2             | ▲701,8             | ▲891,8             | ▼784,8             | ▲1 068,8           | ▲1 566,5           | ▲3 700,0           | ▲10 700,0 |

## Історія[4]
- У 1925 — 1933 рр. в морському порту були побудовані бетонні гідротехнічні споруди: південний мол, східна причальна стінка, західний мол, південна огороджувальна стіна, берегоукріплення, набережна берегоукріплення. Морський порт був оснащений системою конвеєрів та перевантажувальним обладнанням.
- У 1946 році Постановою Ради Міністрів СРСР від 1.04.1946 № 27р створено Углегорський морський торговельний порт до складу якого увійшов морський порт Шахтьорськ.
- У 1951 році Постановою Ради Міністрів СРСР від 06.11.1951 № 4393-1972с морський порт Шахтьорськ був відкритий для заходу іноземних судів.
- У 1992 році на базі майнового комплексу портового пункту Шахтьорськ Углегорського морського торговельного порту було створено підприємство «Морський торговельний порт Шахтарськ».
- У 2000 році в морському порту Шахтьорськ було введено в експлуатацію на базі західного молу збудований вугільний причал завдовжки 78 м та глибинами до 5,0 м.
- У 2006 — 2010 р.р. здійснено реконструкцію гідротехнічних споруд морського порту Шахтьорськ, в результаті якої було подовжено вугільний причал на 48 погонних метрів, внаслідок чого його довжина досягла 152 п.м.